# G'market
G'market a fost un lanț de supermarketuri din România, deținut de Gimrom Holding.
Rețeaua se numea inițial Gima, după care a fost redenumită în G'market.
În noiembrie 2008, rețeaua număra șase magazine.
Gimrom Holding este divizia de retail a grupului turc FIBA, din care mai fac parte Anchor Grup, Finans Leasing și Finansbank România.
Anchor Group este administratorul centrelor comerciale București Mall și Plaza Romania.
La sfârșitul lui 2011, grupul a decis ieșirea de pe piața locală, vânzând toate cele cinci magazine G'market către competitorii de la Carrefour și Mega Image.
Cifra de afaceri în 2007: 60 milioane euro